# Chris Dave

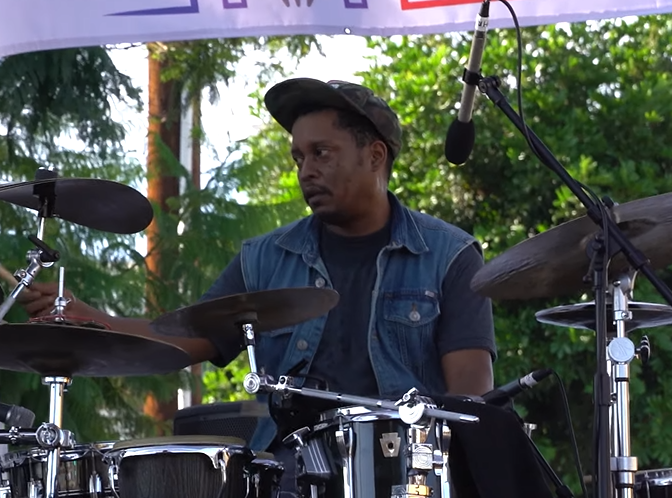
Chris Dave, 2019

Christopher Eric „Chris“ Dave (* 8. November 1973 in Houston) ist ein amerikanischer Funk- und Fusionmusiker (Schlagzeug, Komposition). Drummerworld zufolge vermag er sich an jedes musikalische Umfeld anpassen und ist einer der angesehensten und gefragtesten Musiker seiner Generation.

## Leben und Wirken
Dave begann, wie viele Musiker, in der Kirche zu spielen. Neben der Gospelmusik schreibt er dem Jazz den stärksten Einfluss auf ihn zu, den er durch seinen Vater beim gemeinsamen Plattenhören kennenlernte. Er absolvierte die High School for the Performing and Visual Arts in Houston, um dann an der Howard University in Washington D.C. zu studieren, wo er die Produzenten und ehemaligen Prince-Partner Jimmy Jam und Terry Lewis kennenlernte. Durch diese vermittelt begann er in der R&B-Band Mint Condition zu spielen, der er mehrere Jahre angehörte und mit der er die Janet Jackson World Tour bestritt. In der Folgezeit arbeitete mit so unterschiedlichen Musikern wie Kenny Garrett, D’Angelo, Beyoncé, Terence Blanchard, Wynton Marsalis, Pat Metheny, Donald Brown, MF Doom, Bilal, Lupe Fiasco, Me’shell N’Degeocello, Lalah Hathaway, Ledisi, Sonny Rollins, Pharoahe Monch, TLC, Toni Braxton, Kevin Mahogany, Kim Burrell, Mos Def, Erykah Badu, Common, Talib Kweli, Jill Scott, A Tribe Called Quest, Michelle Williams, Dianne Reeves, Sa-Ra, Geri Allen, Yolanda Adams oder Reginald Veal.
Mehrere Jahre lang gehörte er zu Robert Glaspers Trio bzw. Experiment, um dann Utada Hikaru zu begleiten. Zu seinen jüngeren Aktivitäten gehört auch sein Beitrag als Schlagzeuger auf Adeles für einen Grammy nominiertem Album 21 und Maxwells Album BLACKsummers Night, das einen Grammy gewann. 2013 nahm er mit Bassist Pino Palladino, den Gitarristen Isaiah Sharkey und Tim Stewart und den Sängern Yasiin Bey und Stokley Williams, ein Mixtape unter dem Titel Chris Dave and the Drumhedz auf; mit einem Vertrag bei Blue Note Records nahm er 2017 sein Debütalbum mit diesen Drumhedz und einer Nebenbesetzung von 50 Instrumentalisten, Sängern und Rapper auf, darunter Williams, Tweet, Bilal und Anderson Paak. Zu hören ist er u. a. auch auf Pino Palladinos Album Notes with Attachments (2021).